# 森田雄三
森田 雄三（もりた ゆうぞう、1946年 - 2018年10月29日）は、日本の演出家。

## 来歴・人物
石川県白山市出身。
金沢美術工芸大学に入学した年、劇団雲の金沢公演を鑑賞し、出演者の小池朝雄や仲谷昇らと語らう機会を得る。翌年中退。
上京し、その劇団雲に入る。芥川比呂志主演の「リヤ王」に台詞なしの兵隊役で出演。金沢弁が抜けないことを指摘されたのが契機で、翌年クビとなる。
演劇学校のアクターズスタジオで会計係をしていた時に、イッセー尾形と出会う。
1970年、自由劇場の公演で初戯曲「ボクシング悲歌」を演出。
1980年から「イッセー尾形のこれからの生活 2012 in 真夏のクエスト」まで、イッセー尾形の一人芝居の演出を手がけた。
1989年、マクベス（銀座セゾン劇場、主演：山﨑努）を演出。
1990年、イッセー尾形プラスワンシアターを設立。
2006年、兵庫県高砂市の教師と共にワークショップで芝居を作る。スイス国立演劇学校（HMT）の教授となる。 
2018年10月29日、肺炎のため死去（享年72歳）。

## 著書
- 『間の取れる人 間抜けな人 人づき合いが楽になる』（祥伝社新書、2007年5月24日、ISBN 439611074X）
- 『人生は、なんとかなるものである』（PHP研究所、2013年1月30日、ISBN 456980957X）

## 共著
- 『本人の希望』イッセー尾形 早川書房 1994

## 関連人物
- イッセー尾形